# Paul Véronèse
Pour les articles homonymes, voir Véronèse (homonymie) et Caliari.
Paolo Caliari, dit Véronèse, né en 1528 à Vérone et mort le 19 avril 1588 à Venise, est un peintre vénitien. 
Bien qu'il ait joui d'une réelle popularité de son vivant, notamment à Venise, il fut ignoré des critiques de son temps qui parlent de l’art vénitien, seul Francesco Sansovino parle de lui dans son Guide de 1556. Pourtant, Véronèse constituait avec Titien et le Tintoret le triumvirat des peintres vénitiens de la Renaissance tardive. 
Véronèse est connu comme un grand coloriste ainsi que pour ses décorations illusionnistes (trompe-l’œil) en fresque et à l'huile. Ses travaux les plus connus sont des cycles narratifs raffinés, exécutés selon un style dramatique et coloré, avec des arrangements majestueux et scintillants.
Son véritable patronyme reste inconnu : le peintre a signé successivement Paolo Spezapedra (surnom paternel), Paolo di Gabriele, Paolo da Verona ou Paolo Caliaro (probable nom d’emprunt). La tradition de l’histoire de l'art parle de Paolo Caliari. Finalement, il sera connu sous le nom de « Véronèse » en raison de sa naissance à Vérone.

## Biographie

### Enfance et formation

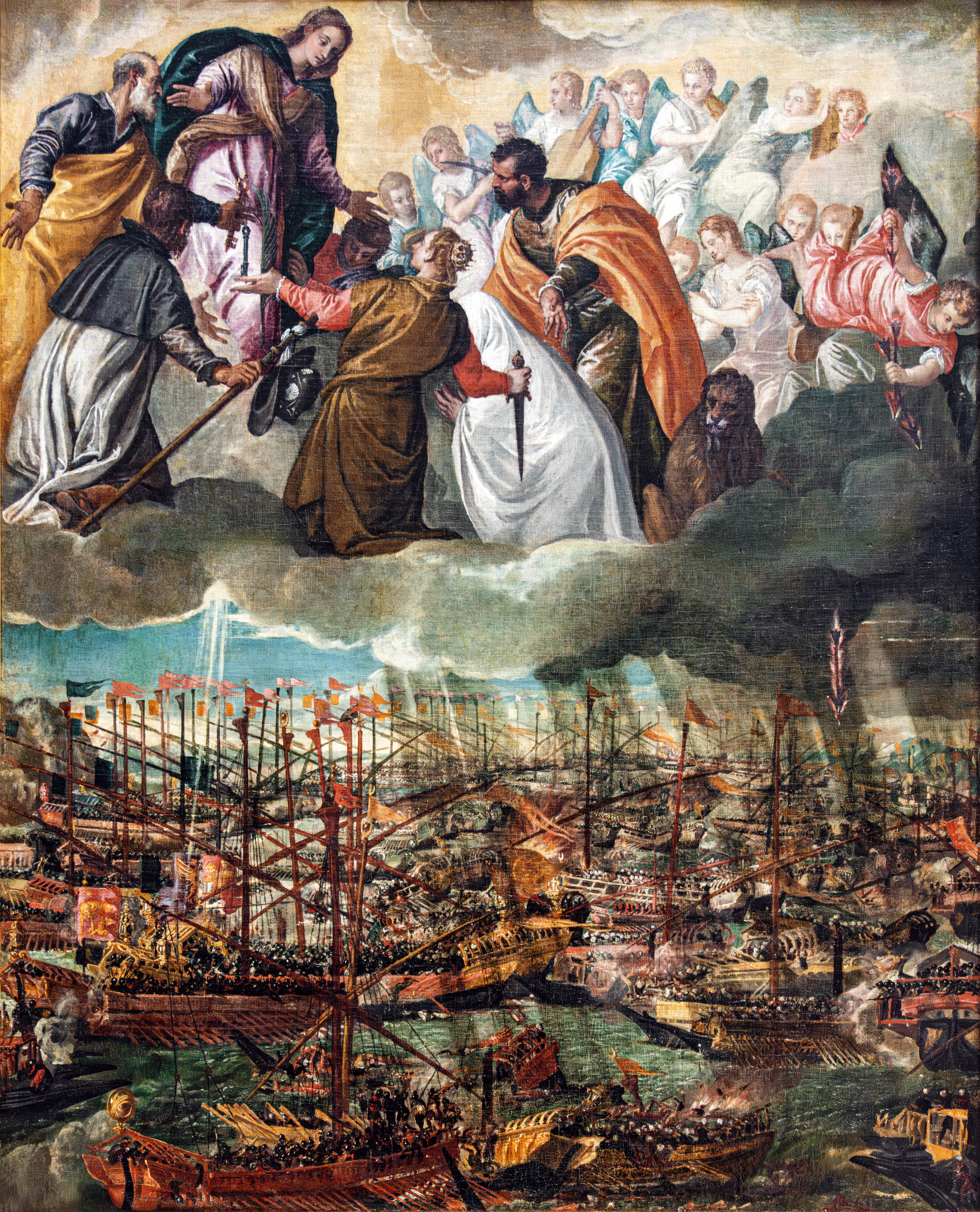
La Bataille de Lépante (1572)
Huile sur toile,
Gallerie dell'Accademia de Venise

Véronèse naît vraisemblablement en 1528. Son père, Piero di Gabriele, est architecte et tailleur de pierre comme l'avaient été ses parents. Avec son épouse, Catarina, ils eurent dix enfants dont Véronèse, qui fut le septième, et Benedetto, de dix ans son cadet.
Très jeune, il commence par travailler dans l'atelier de son père à Vérone. Il y acquiert une habileté de modeleur pour les figures et les ornements en relief. Toutefois, il manifeste très vite un penchant pour la peinture aussi son père le place comme apprenti chez Antonio Badile, issu d'une vieille famille de peintres locaux et qui possédait un atelier. Il étudie alors, outre les œuvres de Badile, qui deviendra plus tard son beau-père, celles des autres artistes de Vérone et des alentours comme les fresques et tableaux de Giovanni Maria Falconetto, Domenico et Francesco Morone, Girolamo Dai Libri, Giovanni Francesco Caroto, Francesco Torbido, etc. 
De cet apprentissage auprès de l'école véronaise et des peintres locaux, il acquiert beaucoup de connaissances en matière d'architecture et de perspective, mais aussi la vivacité et l'élégance dans les figures, la dignité et le naturel dans les expressions, l'éclat et l'harmonie dans le jeu des colorations.
Alors qu'il n'avait pas encore vingt ans, Paul Véronèse avait déjà signé plusieurs retables pour des églises de Vérone et décoré des façades de maisons, ce qui lui avait donné une certaine réputation. Parmi les retables, il faut citer l'un des premiers chef-d'œuvre de Véronèse réalisée avant 1548 pour la chapelle de la famille Bevilacqua-Lazise, le retable Bevilacqua-Lazise aujourd'hui conservé au musée de Castelvecchio à Vérone.

### Des débuts prometteurs

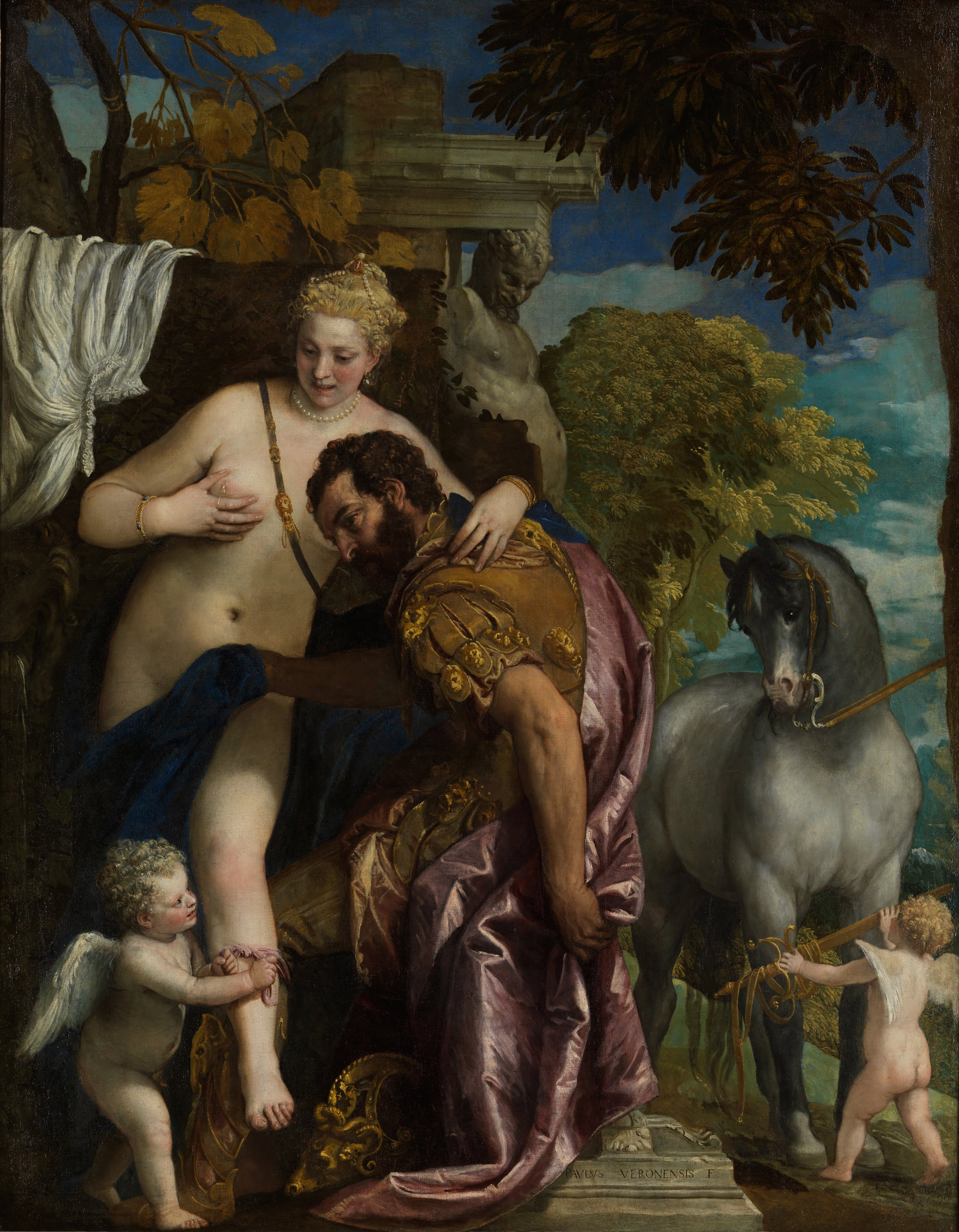
Mars et Vénus, années 1570,, Metropolitan Museum of Art, New York

En 1548, il quitte sa ville natale et, grâce à sa renommée grandissante, il obtient et exécute plusieurs commandes. Il se rend quelque temps à Trévise où, en 1551; l'architecte Michele Sanmicheli le charge, avec le peintre Giovanni Battista Zelotti de décorer la villa Soranzo, près de Castelfranco Veneto, qu'il venait de construire. Son travail y est remarqué par le cardinal Hercule Gonzague qui, l'année suivante, lui commande un tableau pour la cathédrale de Mantoue, La Tentation de saint Antoine (musée des beaux-arts de Caen). 
Par la suite, il décore la villa Emo à Fanzuolo, un hameau de la commune de Vedelago dans la province de Trévise, construite par l'architecte Andrea Palladio, qu'il avait rencontré à Vicence. On lui confie également la décoration du palais du Collatéral, à Thiene où, toujours en compagnie de Giovanni Battista Zelotti, il réalise, dans un style déjà très libre et personnel, plusieurs peintures de l'histoire ancienne (Xerxès recevant les présents de Cyrus, le Mariage de Massinissa et de Sophonishe, Mucius Scaevola se brûlant le poing, le Festin d'Antoine et de Cléopâtre).
En 1550, il fait un voyage d’étude à Rome où il découvre Raphaël et Michel-Ange. Il y séjourne pendant deux ans.

### L'installation à Venise

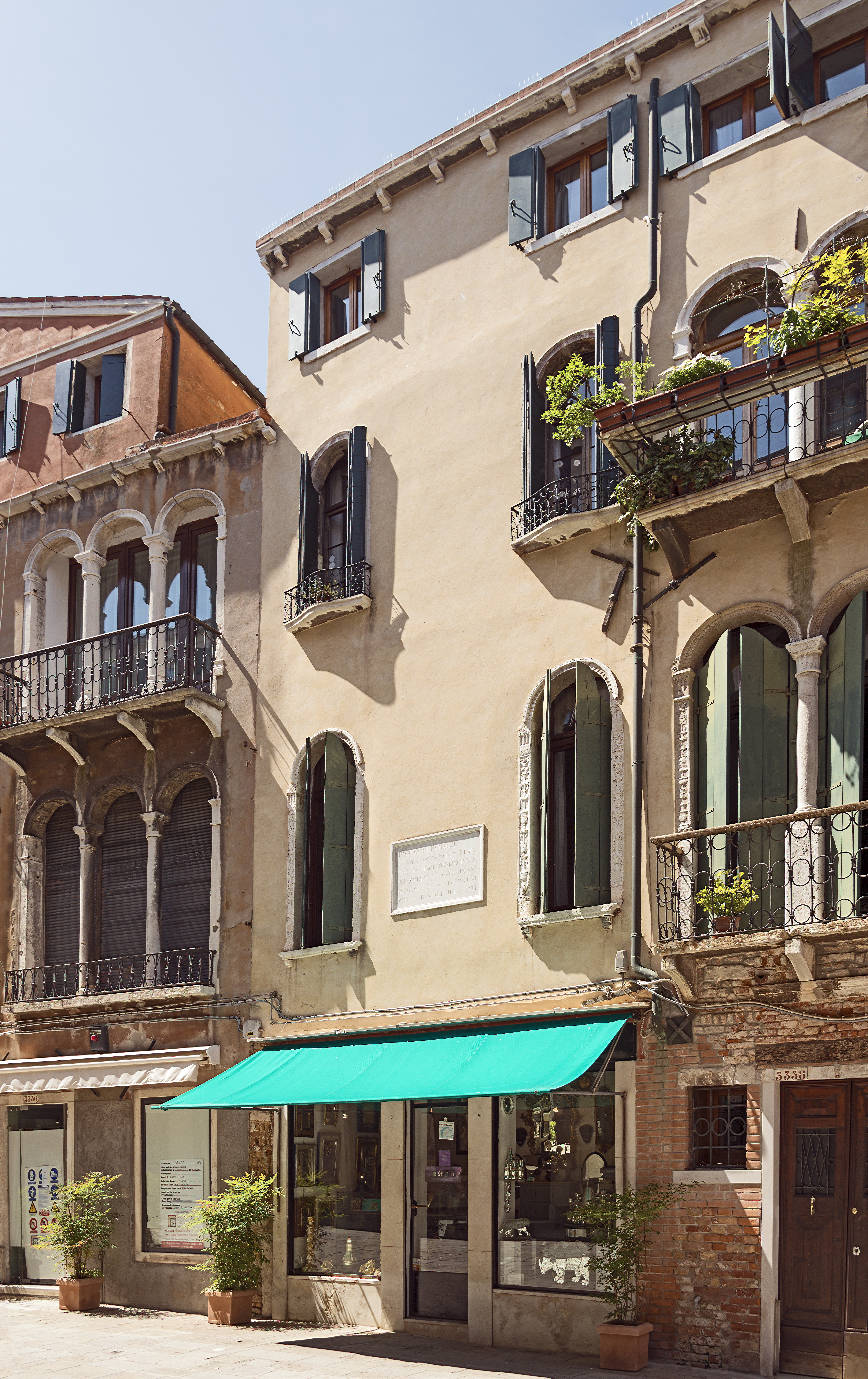
Sa maison à Venise

En 1552, il obtient une première commande pour l'église San Francesco della Vigna à Venise pour laquelle il réalise la Conversation sacrée. L'année suivante, sa réputation toujours grandissante amène le père Bernado Torlioni, prêtre de l'église San Sebastiano à Venise que Véronèse avait rencontré à Vérone, à le faire venir auprès de lui pour lui confier les peintures de l'église.
Il s'installe donc à Venise en 1553. Les commandes officielles sont nombreuses car il est devenu le « peintre de la République ». Il réalise notamment, en compagnie des peintres Giambattista Ponchino (it) et Giovanni Battista Zelotti, les fresques des salles du conseil des Dix au palais des Doges. Véronèse exécute notamment le médaillon central du plafond de la Salle des audiences : Jupiter foudroyant les Vices. Il décore également la salle de la Bussola d'un Saint Marc couronnant les Vertus, à présent exposé au musée du Louvre.
En 1555, il entreprend la réalisation du plafond de la sacristie de l'église San Sebastiano avec le Couronnement de la Vierge et les Quatre évangélistes. On lui demanda ensuite des panneaux ronds, ovales ou carrés, destinés à être insérés dans le plafond de la nef. Il y raconte trois scènes du Livre d'Esther, entourées d'anges, de balustrades décoratives et de figures allégoriques : Esther présentée au roi Assuérus, le Couronnement d'Esther et le Triomphe de Mardochée achevées le 31 octobre 1556, onze mois après leur commande. Cette série de chefs-d'œuvre a fait de cette petite église un lieu de pèlerinage pour tous les peintres postérieurs.
Avec le soutien de Titien et Jacopo Sansovino, il est désigné, avec six autres peintres renommés dont Battista Franco, Giuseppe Porta, Bartolomeo Ammannati et le Tintoret, pour participer à la décoration du plafond de la salle de la Libreria de la Biblioteca Marciana (ou bibliothèque Saint-Marc). Il réalise notamment trois allégories (la Musique, la Géométrie et l'Arithmétique, l'Honneur) pour lesquelles il obtint une prime, un collier d'or, qui lui est décerné publiquement par Titien. 
Veronèse retourne quelques mois à Vérone, sa ville natale. De ce séjour, il laissera une série de peintures dans plusieurs édifices dont l'église Santa Maria della Vittoria (Déposition de Croix) et le musée municipal (Portrait de Pace Guarienti).

### La maturité
|  |  |  |  |

Véronèse revient à Venise où il est devenu le peintre à la mode, le décorateur favori des nobles et des ecclésiastiques. Sa popularité dépasse le seul cadre de la ville et s'étend aux provinces avoisinantes. Il reçoit des commandes de toute nature, des fresques ou des tableaux, des sujets profanes ou sacrés, des allégories ou des portraits…
Il est de nouveau invité à travailler à l'église San Sebastiano, en 1558, où il est chargé de peindre, sur la partie supérieure des murs, des séquences de la vie du saint. Entre 1559 et 1561, il décore les volets de l'orgue et le panneau de l'autel. On y voit La Vierge en gloire avec saint Sébastien et d'autres saints. Puis, un peu plus tard vers 1565, il réalisa pour le chœur de l'église trois œuvres illustrant d'autres événements de la vie du saint dont Saint Marc et saint Marcellin encouragés par saint Sébastien sur le chemin du martyre et Le Martyre de saint Sébastien.
|  |

En 1562, Véronèse entreprend la décoration de la villa Barbaro à Maser en Vénétie appartenant à Daniel Barbaro et son frère, Marcantonio. Ceux-ci avaient engagé le célèbre architecte Andrea Palladio en 1556 pour la construction de leur villa et ils confièrent ensuite la décoration picturale à Véronèse que Daniel Barbaro avait rencontré vers 1553, lorsqu'il exécutait ses compositions pour la Salle des audiences au palais des Doges. Véronèse réalise dans cette villa des fresques qui marquent l'apogée de son art parmi lesquelles il faut citer L'Harmonie universelle, ou L'Amour divin entouré des dieux olympiques, Vénus et Vulcain avec Proserpine ou bien encore Bacchus et les nymphes. De très nombreuses pièces sont décorées des fresques de Véronèse et, partout, l'espace architectural est mis au défi grâce à l'usage de trompe-l’œil d'illusions picturales.
À cette même période, entre 1562 et 1563, Véronèse peint la plus célèbre de ses œuvres, Les Noces de Cana qui lui avait été commandée pour le réfectoire du monastère bénédictin de Penquesten situé sur l'Île de San Giorgio Maggiore, à Venise. Comme dans d'autres tableaux de Véronèse représentant un banquet, la scène reflète les festivités qui étaient courantes à l'époque dans la vie vénitienne. La peinture est immense avec presque dix mètres de large et elle contient plus d'une centaine de personnages, dont les portraits reconnaissables de Titien, du Tintoret, et de Véronèse lui-même.
Il retourne dans sa ville natale de Vérone où, en 1566, il épouse Elena Badile avec qui il a quatre enfants dont Carlo et Gabriele qui travailleront avec lui plus tard.
En 1573, il défie le tribunal de l’Inquisition qui lui reproche des licences prises par rapport aux textes saints dans une Cène et qu’il sera condamné à amender. Véronèse n'en fera rien et préfèrera rebaptiser simplement son œuvre du nom de Le Repas chez Lévi, qu'elle porte encore aujourd'hui, bien qu'il s'agisse en réalité du dernier repas du Christ. On lui reproche d’avoir ajouté à l’épisode religieux quantité de personnages secondaires et anecdotiques, dont un perroquet ou encore deux hallebardiers buvant et un serviteur saignant du nez, tout comme des animaux nuisant à la solennité de la Cène. La réponse nous est restée : « Nous, les peintres, prenons des libertés tout comme les poètes et les fous ».

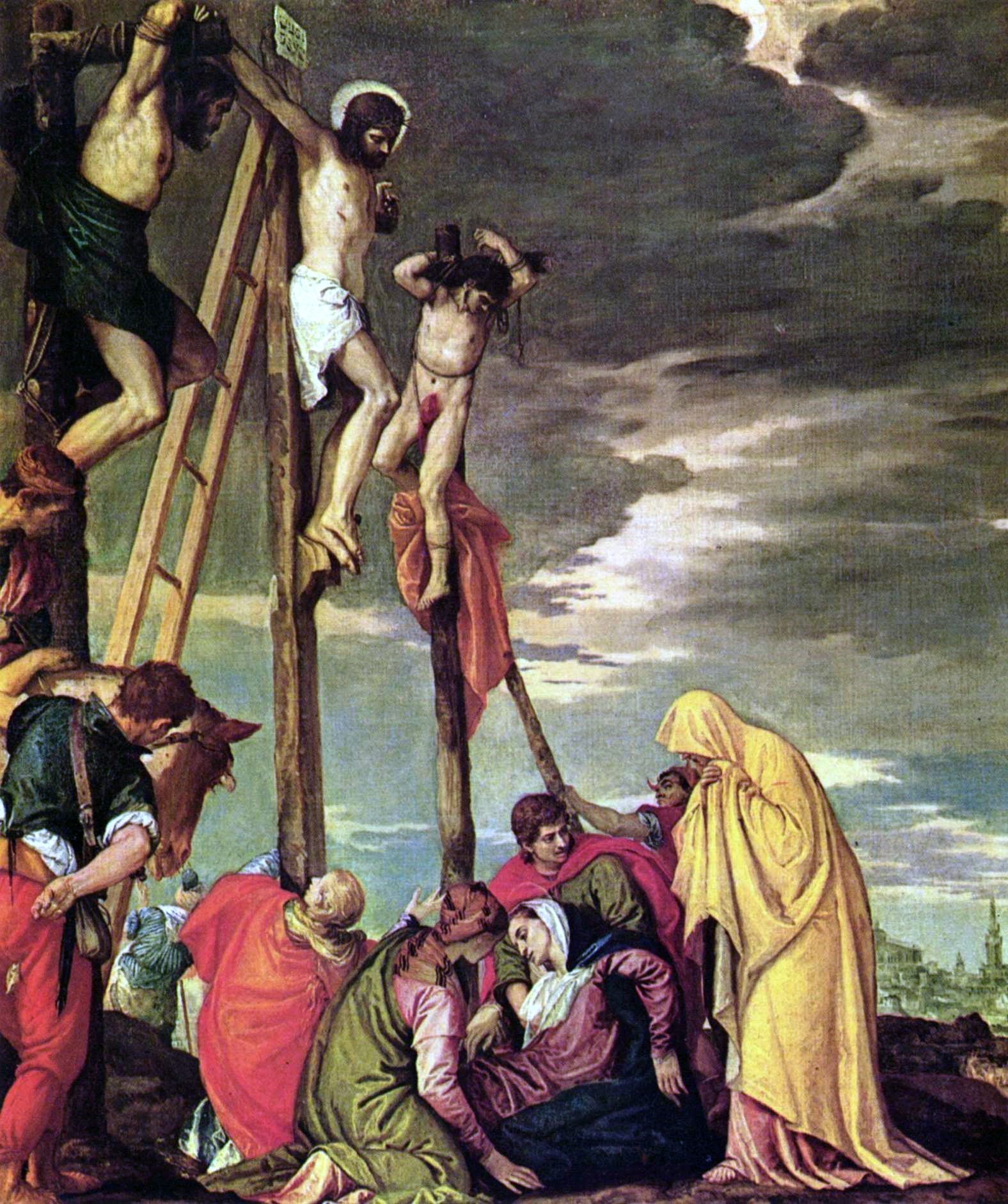
Le Calvaire, XVIe siècle
Musée du Louvre, Paris

### La dernière période
Entre 1575 et 1577, Véronèse réalise, au palais des Doges, le Triomphe de Venise pour la salle du Grand Conseil et les Allégories de la Vertu pour la salle du Collège qui comptent parmi ses grands chefs-d’œuvre.
À partir de 1575, Véronèse s'intéresse davantage aux paysages, il abandonne progressivement les grandes compositions et porte plus d'intérêt aux petits formats où il s'exprimera d'une manière très lyrique. C’est de cette époque que datent les scènes mythologiques comme L’Enlèvement d'Europe et La Mort de Procris.
Il envisage pourtant de concourir pour l'exécution d'une représentation du Paradis au palais des Doges. À ce concours qui a lieu entre 1578 et 1582, les artistes vénitiens les plus importants participent, dont le Tintoret et Palma le jeune. Véronèse est déclaré lauréat avec Francesco Bassano, et il lui est confié l'exécution du groupe central. Il ne réalisera pas ce projet, mais on peut voir à Lille une esquisse préparée pour ce concours. Un nouveau concours est organisé après la mort de Véronèse et c'est le Tintoret qui réalisera le travail avec son fils.
Véronèse, qui meurt d’une pneumonie en 1588 à 60 ans, est enterré dans l'église San Sebastiano dont il a peint un grand nombre de fresques.
Après son décès, son frère Benedetto Caliari et deux de ses fils, Carlo et Gabriele qui hérite de l'atelier de Véronèse, achèvent certaines peintures que leur père n'avait pas finies, sous le nom des « Haeredes Pauli ». Gabriele sera le dernier survivant de cet atelier et continue à peindre au moins jusqu'en 1603.

## Son œuvre
Véronèse, qui préfigure le courant baroque, est associé le plus souvent au maniérisme.
Son œuvre comporte de nombreuses fresques d'inspiration religieuse mais également des tableaux profanes, essentiellement mythologiques ou allégoriques. Il met souvent en scène des tableaux monumentaux. 
Il utilise des couleurs accentuées, il représente des scènes très détaillées, des personnages nettement dégagés des fonds, avec de forts contrastes, des architectures théâtrales et rythmées. Sa palette claire, ses ombres colorées, son univers poétique, la grâce sensuelle de ses personnages et son sens du décor en font un maître incontournable de la peinture du XVIe siècle.
Ses plus fameuses peintures murales demeurent celles décorant la villa Barbaro, à Maser (Vénétie), ensemble illusionniste prenant place dans une architecture conçue par Andrea Palladio.
Il est également célèbre pour sa série de portraits aux visages éblouissants de naturel. Le maître s'intéresse surtout aux visages. 
À sa mort, en 1588, Véronèse ne laisse pas d’école, mais son œuvre va influencer toute la peinture postérieure et de nombreux artistes comme Vélasquez ou Rubens puis, au XIXe siècle, Delacroix et Cézanne.

### Œuvres
| Nom de l'œuvre                                                                                    | Date      | Type            | Dimension        | Lieu d'exposition                                                                         | Image |
| ------------------------------------------------------------------------------------------------- | --------- | --------------- | ---------------- | ----------------------------------------------------------------------------------------- | ----- |
| Le Banquet du riche Épulon ou Le Mauvais riche                                                    | 1550      | Huile sur toile | 205 × 436 cm     | Gallerie dell'Accademia de Venise                                                         |       |
| La Sainte Famille avec sainte Catherine et saint Antoine le grand                                 | 1551      | Huile sur toile |                  | Église San Francesco della Vigna Venise                                                   |       |
| La Tentation de saint Antoine                                                                     | 1552-1553 | Huile sur toile | 198 × 151 cm     | Musée des beaux-arts de Caen                                                              |       |
| Jupiter foudroyant les Vices                                                                      | 1553 v.   | Huile sur toile | 650 × 330 cm     | Musée du Louvre, Paris                                                                    |       |
| Saint Marc couronnant les vertus                                                                  | 1554 v.   | Huile sur toile | 330 × 317 cm     | Musée du Louvre, Paris provient du palais des Doges                                       |       |
| Junon dispensant ses dons à Venise                                                                | 1554-1556 | Huile sur toile | 365 × 147 cm     | Palais des Doges, Venise                                                                  |       |
| Le Couronnement de la Vierge                                                                      | 1555      | Huile sur toile |                  | Église San Sebastiano de Venise                                                           |       |
| L'Onction de David                                                                                | 1555      | Huile sur toile | 173 × 364 cm     | Musée d'histoire de l'art, Vienne                                                         |       |
| Portrait de femme, La Belle Nani                                                                  | 1555-1560 | Huile sur toile | 119 × 103 cm     | Musée du Louvre, Paris                                                                    |       |
| La Musique fait partie d'un ensemble de 21 médaillons réalisés pour le plafond de la Bibliothèque | 1556-1557 | Huile sur toile | D. 230 cm        | Bibliothèque Marciana, Venise                                                             |       |
| Annonciation                                                                                      | 1555 v.   | Huile sur toile | 193 × 291 cm     | Galerie des Offices, Florence                                                             |       |
| La Répudiation de Vasti                                                                           | 1555-1556 | Huile sur toile | 500 × 370 cm     | Église San Sebastiano de Venise                                                           |       |
| Esther et Assuréus ou Le Couronnement d'Esther                                                    | 1555-1556 | Huile sur toile | 450 × 370 cm     | Église San Sebastiano de Venise                                                           |       |
| Le Triomphe de Mardochée                                                                          | 1555-1556 | Huile sur toile | 500 × 370 cm     | Église San Sebastiano de Venise                                                           |       |
| La Vierge à l'Enfant avec une petite martyre et saint Pierre                                      | 1555-1560 | Huile sur toile | 119 × 95 cm      | Museo civico, Vicence                                                                     |       |
| Iseppo da Porto avec son fils Adriano                                                             | 1556      | Huile sur toile | 247 × 133 cm     | Galerie Palatine, palais Pitti, Florence                                                  |       |
| Jésus parmi les docteurs dans le Temple                                                           | 1558      | Huile sur toile | 236 × 430 cm     | Musée du Prado, Madrid                                                                    |       |
| L’Assomption de la Vierge                                                                         | 1558 v.   | Huile sur toile | 455 × 340 cm     | Basilique de San Zanipolo, Venise                                                         |       |
| Adoration des Bergers                                                                             | 1558 v.   | Huile sur toile |                  | Basilique de San Zanipolo, Venise                                                         |       |
| Les Pèlerins d'Emmaüs                                                                             | 1559-1560 | Huile sur toile | 290 × 448 cm     | Musée du Louvre, Paris                                                                    |       |
| Portrait d'un homme                                                                               | 1560 v.   | Huile sur toile | 120 × 102 cm     | Musée des beaux-arts de Budapest                                                          |       |
| La Résurrection du Christ                                                                         | 1560 v.   | Huile sur toile |                  | San Francesco della Vigna Venise                                                          |       |
| Le Fauconnier                                                                                     | 1560 v.   | Huile sur toile | 220 × 120 cm     | Fondation Bemberg Toulouse                                                                |       |
| Bacchus, Vertumne et Saturne                                                                      | 1560-1561 | Fresque         |                  | Villa Barbaro, Maser                                                                      |       |
| Persée délivrant Andromède                                                                        | 1560 v.   | Huile sur toile | 260 × 211 cm     | Musée des Beaux-Arts de Rennes                                                            |       |
| Giustiniana Giustiniani et sa nourrice                                                            | 1560-1561 | Fresque         |                  | Villa Barbaro, Maser                                                                      |       |
| La Madeleine repentante                                                                           | 1560-1575 | Huile sur toile | 170 × 135 cm     | Musée des beaux-arts du Canada                                                            |       |
| Vénus et Adonis                                                                                   | 1561      | Huile sur toile | 123 × 174 cm     | Staatliche Kunstsammlungen, Augsbourg                                                     |       |
| Rébecca et Éliézer                                                                                | 1550-1580 | Huile sur toile | 240 × 366 cm     | Château de Versailles, salon d'Hercule                                                    |       |
| La Piscine probatique                                                                             | 1559-1560 | Huile sur toile | 490 × 190 cm     | Église San Sebastiano de Venise                                                           |       |
| Le Mariage mystique de sainte Catherine                                                           | 1557-1565 | Huile sur toile | 128 × 129 cm     | Musée Fabre, Montpellier                                                                  |       |
| Vierge en gloire avec saint Pierre et saint Paul                                                  | 1562 v.   | Huile sur toile |                  | Église San Sebastiano de Venise                                                           |       |
| Prédication de Jean-Baptiste                                                                      | 1562 v.   | Huile sur toile |                  | Galerie Borghèse, Rome                                                                    |       |
| La Vierge entourée des saints                                                                     | 1562 v.   | Huile sur toile | 339 × 191 cm     | Gallerie dell'Accademia de Venise                                                         |       |
| Vénus et Mercure présentent à Jupiter Éros et Anteros                                             | 1562 v.   | Huile sur toile | 150 × 243 cm     | Musée des Offices, Florence                                                               |       |
| Les Noces de Cana                                                                                 | 1563      | Huile sur toile | 666 × 990 cm     | Musée du Louvre, Paris                                                                    |       |
| La Sainte Famille                                                                                 | 1564      | Huile sur toile | 328 × 188 cm     | Gallerie dell'Accademia de Venise                                                         |       |
| La Sainte Famille avec sainte Barbe et le petit saint Jean                                        | 1564 v.   | Huile sur toile | 86 × 122 cm      | Musée des Offices, Florence                                                               |       |
| Le Christ rencontrant la femme et les fils de Zébédée                                             | 1565 v.   | Huile sur toile | 194 × 337 cm     | Musée de Grenoble, Grenoble                                                               |       |
| Portrait d'un gentilhomme en fourrure                                                             | 1565      | Huile sur toile | 140 × 107 cm     | Galerie Palatine, palais Pitti, Florence                                                  |       |
| Saint Marc et saint Marcellin encouragés par saint Sébastien sur la voie du martyre               | 1565      | Huile sur toile | 355 × 540 cm     | Église San Sebastiano, Venise                                                             |       |
| Le Martyre de saint Sébastien                                                                     | 1565      | Huile sur toile | 355 × 540 cm     | Église San Sebastiano de Venise                                                           |       |
| Portrait d'une Vénitienne                                                                         | 1565      | Huile sur toile |                  | Musée de la Chartreuse de Douai                                                           |       |
| La résurrection du fils de la veuve de Naïm                                                       | 1565-1570 | Huile sur toile | 102 × 136 cm     | Musée d'histoire de l'art, Vienne                                                         |       |
| La Famille de Darius devant Alexandre                                                             | 1565-1570 | Huile sur toile | 236 × 476 cm     | National Gallery, Londres                                                                 |       |
| Portrait de Daniele Barbaro                                                                       | 1565-1567 | Huile sur toile | 121 × 105 cm     | Rijksmuseum Amsterdam                                                                     |       |
| Allégorie de la sagesse et de la force ou Omnia Vanitas                                           | 1567-1568 | Huile sur toile | 215 × 167 cm     | Frick Collection, New York                                                                |       |
| Honneur et Vertu fleurissent après la mort                                                        | 1567-1568 | Huile sur toile | 219 × 169 cm     | Frick Collection, New York                                                                |       |
| La Résurrection du Christ                                                                         | 1570 v.   | Huile sur toile | 136 × 104 cm     | Gemäldegalerie Alte Meister, Dresde                                                       |       |
| Portrait d'une femme vénitienne                                                                   | 1570 v.   | Huile sur toile | 117 × 101 cm     | Alte Pinakothek, Munich                                                                   |       |
| Garçon au lévrier                                                                                 | 1570 v.   | Huile sur toile | 174 × 102 cm     | Metropolitan Museum of Art, New York                                                      |       |
| Allégorie de l'Amour I (Union Heureuse)                                                           | 1570 v.   | Huile sur toile | 191 × 191 cm     | National Gallery                                                                          |       |
| Allégorie de l'Amour II (Infidélité)                                                              | 1570 v.   | Huile sur toile | 191 × 191 cm     | National Gallery                                                                          |       |
| Allégorie de l'Amour III (Respect)                                                                | 1570 v.   | Huile sur toile | 186 × 194 cm     | National Gallery                                                                          |       |
| Allégorie de l'Amour IV (Désenchantement)                                                         | 1570 v.   | Huile sur toile | 187 × 188 cm     | National Gallery                                                                          |       |
| La Découverte de Moïse                                                                            | 1570-1575 | Huile sur toile | 50 × 43 cm       | Musée d'histoire de l'art, Vienne                                                         |       |
| La Vision de sainte Hélène                                                                        | 1570-1579 | Huile sur toile | 197 × 115 cm     | National Gallery, Londres                                                                 |       |
| Moïse sauvé des eaux                                                                              | 1570-1580 | Huile sur toile | 129 × 115 cm     | Musée des beaux-arts de Lyon                                                              |       |
| Portrait d'Alessandro Vittoria                                                                    | 1570-1585 | Huile sur toile | 110 × 89 cm      | Metropolitan Museum of Art, New York                                                      |       |
| Les Noces de Cana                                                                                 | 1571      | Huile sur toile | 207 × 457 cm     | Gemäldegalerie Alte Meister, Dresde                                                       |       |
| La Présentation de la famille Cuccina à la Vierge                                                 | 1571      | Huile sur toile | 167 × 414 cm     | Gemäldegalerie Alte Meister, Dresde                                                       |       |
| Allégorie de la bataille de Lépante                                                               | 1572 v.   | Huile sur toile | 169 × 137 cm     | Gallerie dell'Accademia de Venise                                                         |       |
| Cène de saint Grégoire le Grand                                                                   | 1572      | Huile sur toile | 477 × 862 cm     | Sanctuaire di Monte Berico, Vicence                                                       |       |
| Le Repas chez Levi                                                                                | 1573      | Huile sur toile | 555 × 1 310 cm   | Galeries de l'Académie de Venise Provient du couvent des Santi Giovanni e Paolo           |       |
| Le Martyre de sainte Justine                                                                      | 1573 v.   | Huile sur toile | 103 × 113 cm     | Musée des Offices, Florence                                                               |       |
| Adoration des Mages                                                                               | 1573]     | Huile sur toile | 355 × 320 cm     | National Gallery, Londres                                                                 |       |
| Minerve rendant hommage à Venise                                                                  | 1575      | Huile sur toile | 309 × 328 cm     | Galeries de l'Académie de Venise                                                          |       |
| Le Mariage mystique de sainte Catherine                                                           | 1575 v.   | Huile sur toile | 337 × 241 cm     | Galeries de l'Académie de Venise Provient de l'autel principal de l'Église Santa Caterina |       |
| Vénus, Mars et Cupidon avec un cheval                                                             | 1575 v.   | Huile sur toile | 47 × 47 cm       | Galerie Sabauda, Turin                                                                    |       |
| Bethsabée au bain                                                                                 | 1575 v.   | Huile sur toile | 232 × 242 cm     | Musée des beaux-arts de Lyon                                                              |       |
| Le Triomphe de Venise                                                                             | 1575-1577 | Huile sur toile | 904 × 579 cm     | Palais des Doges, Venise                                                                  |       |
| Mars et Neptune                                                                                   | 1575-1578 | Huile sur toile | 250 × 180 cm     | Salle du Collège du palais des Doges Venise                                               |       |
| Venise, la Justice et la Paix                                                                     | 1575-1578 | Huile sur toile | 250 × 180 cm     | Salle du Collège du palais des Doges Venise                                               |       |
| Venise recevant l'hommage d'Hercule et de Cérès                                                   | 1575-1578 | Huile sur toile | 309 × 328 cm     | Galeries de l'Académie de Venise. Provient de la salle du Magistrato du palais des Doges  |       |
| Arachné' ou 'La Dialectique                                                                       | 1575-1578 | Huile sur toile | 150 × 120 cm     | Salle du Collège du palais des Doges                                                      |       |
| La Mise au tombeau                                                                                | 1575-1580 | Huile sur toile | 92 × 13 cm       | Musée d'art et d'histoire de Genève                                                       |       |
| L'Évanouissement d'Esther                                                                         | 1575-1580 | Huile sur toile | 198 × 306 cm     | Musée du Louvre, Paris                                                                    |       |
| Gentilhomme tenant un chapeau à la main                                                           | 1576-1578 | Huile sur toile | 192 × 134 cm     | J. Paul Getty Museum, Los Angeles                                                         |       |
| Mercure, Hersé et Aglauros                                                                        | 1576-1584 | Huile sur toile | 232 × 173 cm     | Fitzwilliam Museum, Cambridge                                                             |       |
| Le Repas chez Simon le pharisien                                                                  | 1576      | Huile sur toile | 474 × 974 cm     | Château de Versailles, salon d'Hercule                                                    |       |
| Mars et Vénus réunis par Cupidon                                                                  | 1578v.    | Huile sur toile | 206 × 161 cm     | Metropolitan Museum of Art, New York                                                      |       |
| L'Annonciation                                                                                    | 1578      | Huile sur toile | 275 × 543 cm     | Galeries de l'Académie de Venise                                                          |       |
| Esquisse pour le Paradis                                                                          | 1578-1582 | Huile sur toile | 87 × 234 cm      | Palais des beaux-arts de Lille                                                            |       |
| L’Enlèvement d’Europe                                                                             | 1580      | Huile sur toile | 240 × 303 cm     | Palais des Doges, Venise Vient du palais Contarini à San Samuele                          |       |
| Jésus et le centurion                                                                             | 1580 v.   | Huile sur toile | 99 × 131 cm      | Musée d'Art de Tolède                                                                     |       |
| Saint Jérôme au désert                                                                            | 1580 v.   | Huile sur toile | 142 × 116 cm     | National Gallery of Arts de Washington (district de Columbia)                             |       |
| La Mort de Procris                                                                                | 1580      | Huile sur toile | 162 × 190 cm     | Musée des beaux-arts de Strasbourg                                                        |       |
| Vénus et Adonis                                                                                   | 1580      | Huile sur toile | 212 × 190 cm     | Musée du Prado, Madrid                                                                    |       |
| Moïse sauvé des eaux                                                                              | 1580      | Huile sur toile | 50 × 43 cm       | Musée du Prado, Madrid                                                                    |       |
| Le Baptême du Christ                                                                              | 1580      | Huile sur toile | 196 × 133 cm     | Galerie Palatine, palais Pitti, Florence                                                  |       |
| Conversion de saint Pantaléon                                                                     | 1580 v.   | Huile sur toile | 277 × 160 cm     | Église San Pantalon                                                                       |       |
| Lucrèce                                                                                           | 1580      | Huile sur toile | 109 × 90 cm      | Musée d'histoire de l'art, Vienne                                                         |       |
| L'Assomption de la Vierge                                                                         | 1580      | Huile sur toile | 167 × 120,5 cm   | Musée des Beaux-Arts de Dijon, Dijon                                                      |       |
| Moïse sauvé des eaux                                                                              | 1580 v.   | Huile sur toile | 121,5 × 174,8 cm | Musée des Beaux-Arts de Dijon, Dijon                                                      |       |
| Jésus dans le jardin soutenu par un ange                                                          | 1580 v.   | Huile sur toile | 80 × 108 cm      | Pinacothèque de Brera, Milan                                                              |       |
| Prédication de saint Antoine de Padoue                                                            | 1580 v.   | Huile sur toile |                  | Galerie Borghèse, Rome                                                                    |       |
| La Vision de sainte Hélène                                                                        | 1580 v.   | Huile sur toile | 166 × 134 cm     | Pinacothèque du Vatican, Rome                                                             |       |
| Judith et Holopherne                                                                              | 1580 v.   | Huile sur toile | 195 × 176 cm     | Palazzo Rosso, Gênes                                                                      |       |
| Saint Jérôme                                                                                      | 1580 v.   | Huile sur toile | 251 × 167 cm     | Galeries de l'Académie de Venise Provient de l'Église Sant'Andrea della Zirada            |       |
| L'évêque san Nicolo est accueilli à Mira                                                          | 1580-1582 | Huile sur toile |                  | Galeries de l'Académie de Venise Plafond de l'église détruite San Nicolo de Bari à Venise |       |
| Saint Marc, saint Jacques, saint Jérôme et le Christ mort soutenu par des anges                   | 1581-1582 | Huile sur toile | 365 × 181 cm     | Église San Zulian, Venise                                                                 |       |
| Saint Marc, saint Jacques, saint Jérôme et le Christ mort soutenu par des anges                   | 1581-1582 | Huile sur toile | 365 × 181 cm     | Institut Courtauld, Londres                                                               |       |
| La Lamentation (Pietà)                                                                            | 1576-1582 | Huile sur toile | 147 × 115 cm     | Musée de l'Ermitage, Saint-Pétersbourg                                                    |       |
| Le Calvaire                                                                                       | 1582 v.   | Huile sur toile | 102 × 102 cm     | Musée du Louvre, Paris                                                                    |       |
| Baptême et les tentations du Christ                                                               | 1582      | Huile sur toile | 55 × 46 cm       | Pinacothèque de Brera, Milan                                                              |       |
| La Nativité                                                                                       | 1582-1583 | Huile sur toile | 375 × 182 cm     | Église San Giuseppe di Castello, Venise                                                   |       |
| Judith et la tête d'Holopherne                                                                    | 1583-1585 | Huile sur toile | 111 × 100 cm     | Musée d'histoire de l'art, Vienne                                                         |       |
| Le Martyre et la Dernière Communion de sainte Lucie                                               | 1585-1586 | Huile sur toile | 137 × 173 cm     | National Gallery of Art, Washington                                                       |       |
| L'assomption de la Vierge                                                                         | 1585-1587 | Huile sur toile | 472 × 302 cm     | Galeries de l'Académie de Venise                                                          |       |
| L'assomption de la Vierge                                                                         | 1586      | Huile sur toile | 398 × 200 cm     | Galeries de l'Académie de Venise                                                          |       |
| Le Baptême du Christ                                                                              | 1588      | Huile sur toile | 55 × 46 cm       | Institut Courtauld                                                                        |       |
| Portrait d'Agostino Barbarigo                                                                     |           | Huile sur toile | 60 × 48 cm       | Musée des beaux-arts de Budapest                                                          |       |
| Suzanne au bain                                                                                   |           | Huile sur toile | 198 × 198 cm     | Musée du Louvre, Paris                                                                    |       |
| Léda et le cygne                                                                                  |           | Huile sur toile |                  | Musée Fesch, Ajaccio                                                                      |       |
| La Femme de Zébédée intercédant pour ses fils auprès du Christ                                    |           | Huile sur toile | 180 × 360 cm     | Burghley House, Cambridgeshire                                                            |       |
| Hercule, Déjanire et le centaure Nessus                                                           | tardive   | Huile sur toile | 68 × 53 cm       | Musée d'histoire de l'art, Vienne                                                         |       |
| Saint Jérôme pénitent                                                                             |           | Huile sur toile | 80 × 94 cm       | Musées civiques de Pavie, Pavie                                                           |       |
| Esther and Asuerus                                                                                |           | Huile sur toile | 208 × 284 cm     | Musée des Offices, Florence                                                               |       |
| Les Symboles des quatre évangéliste                                                               |           | Huile           |                  | Collection Alana, États-Unis                                                              |       |
| La Sainte Famille avec sainte Marie Madeleine                                                     |           | Huile sur toile | 91 x 115 cm      | Musée des Beaux-Arts d'Orléans (disparu).                                                 |       |
| La Présentation au temple                                                                         |           | Huile sur toile | 125 x 100 cm     | Musée des Beaux-Arts d’Orléans (disparu durant la Seconde Guerre mondiale).               |       |

### Dessins
- Différents costumes des personnages d’Œdipe roi de Sophocle, plume et encre brune, H. 26.3 ; L. 20.6 cm[15]. Paris, Beaux-Arts[16]. La pièce Œdipe roi de Sophocle fut donnée au Teatro Olimpico de Vicence à l’occasion de son inauguration le 3 mars 1585. Véronèse conçoit les costumes de scène de manière hâtive, sans indication vestimentaire précise. Ces études sont exécutées au bas d’un acte juridique immobilier ; une autre inscription de la main de Véronèse mentionne des dettes concernant des loyers, du bétail et des céréales.

#### Bases de données et dictionnaires
- Ressources relatives aux beaux-arts :   - AGORHA
  - Art Institute of Chicago
  - Art UK
  - Auckland Art Gallery
  - Bénézit
  - British Museum
  - Collection de peintures de l'État de Bavière
  - Grove Art Online
  - J. Paul Getty Museum
  - Kunstindeks Danmark
  - Musée d'art Nelson-Atkins
  - Musée des beaux-arts du Canada
  - Musée du Prado
  - Musée national du Victoria
  - Musée Städel
  - Musée Thyssen-Bornemisza
  - Museo Nacional de Artes Visuales
  - National Gallery of Art
  - National Portrait Gallery
  - Nationalmuseum
  - RKDartists
  - Royal Academy of Arts
  - Sandrart.net
  - Union List of Artist Names
- Ressources relatives à la musique :   - MusicBrainz
  - Répertoire international des sources musicales
- Ressource relative à la recherche :   - Isidore
- Notices dans des dictionnaires ou encyclopédies généralistes :   - Britannica
  - Brockhaus
  - Den Store Danske Encyklopædi
  - Deutsche Biographie
  - Dizionario biografico degli italiani
  - Enciclopedia italiana
  - Gran Enciclopèdia Catalana
  - Hrvatska Enciklopedija
  - Internetowa encyklopedia PWN
  - Larousse
  - Nationalencyklopedin
  - Store norske leksikon
  - Treccani
  - Universalis
- Notices d'autorité :   - VIAF
  - ISNI
  - BnF (données)
  - IdRef
  - LCCN
  - GND
  - Italie
  - Japon
  - CiNii
  - Espagne
  - Belgique
  - Pays-Bas
  - Pologne
  - Israël
  - NUKAT
  - Catalogne
  - Suède
  - Vatican
  - WorldCat